# Šori
Gli Šori (in russo шо́рцы?, šorcy), anche Saiani o Sojoti, sono una popolazione europoide prevalentemente stanziata nell'oblast' di Kemerovo in Russia. Gli Šori si designano šor (шор) o anche Tartari. Sono noti anche come Tartari fabbri (кузнецкие татары), Tartari del Kondoma (кондомские татары), Tartari del Mras-su (мрасские татары) in alcuni documenti dei secoli XVII-XVIII.
La maggior parte degli Šori vive nel bacino del Tom' lungo i fiumi Kondoma e Mrassu. Gli Šori vivono anche in Chakassia e nella Repubblica dell'Altaj. Secondo un censimento del 2002, ci sarebbero in totale 13.975 Šori in Russia (erano 16.500 nel 1970).

## Lingua
La lingua degli šori appartiene alla famiglia altaica, gruppo uighur-oguz, sottogruppo chakasso. Si sa che adottarono tale idioma altaico durante il Medioevo (VI-XIII secolo) soggetti all'influenza degli Uiguri e dei Kirghisi dello Enisej e presero il nome di as.

## Religione
Vengono generalmente considerati cristiani ortodossi, ma lo sciamanesimo e l'animismo sono assai diffusi.

## Caratteristiche fisiche
Gli Šori appartengono alla tipologia europoide uralica, con intrusione di caratteristiche mongoloidi. Hanno pelle, colore degli occhi e dei capelli, di colore relativamente chiaro, con abbondante crescita della barba negli uomini. La statura è generalmente bassa (media maschile 160 cm). La faccia è generalmente larga e piatta.
Gli Šori sono il risultato di un lungo processo di ibridizzazione che ha coinvolti popolazioni ugrofinniche, elementi proto-turchi, probabilmente anche i Ket dello Enisej, ma non si escludono contributi di iranici (anticamente attestati nella zona) o di origine afanasiana che sarebbero responsabili di alcune caratteristiche europoidi. Una parte degli Šori, conosciuti come sagais (si noti la somiglianza con il nome Saci) emigrò nel bacino dell'Abakan confluendo negli Hakassi.

## Cultura
Per cultura sono simili alle popolazioni altaiche settentrionali e ad alcuni gruppi etnici tra gli Hakassi.
Gli Šori si basavano essenzialmente sulla caccia, pesca ed agricoltura primitiva.
Anche la lavorazione e l'estrazione dei metalli sono rilevanti, da cui il nome di "tartari fabbri".